# Jaroslav Sykáček
Jaroslav Sykáček (* 24. října 1958 Rumburk) je český politik, v letech 2008 až 2014 senátor za obvod č. 33 – Děčín, v letech 2016 až 2020 zastupitel Ústeckého kraje, v letech 2002 až 2012 a opět 2014 až 2018 starosta města Rumburk, člen ČSSD.

## Vzdělání, profese a rodina
Po Střední průmyslové škole v Kraslicích, kde studoval výrobu hudebních nástrojů, když studium ukončil maturitou v roce 1978. Poté nastoupil na fakultu spojovací na Vysoké vojenské technické škole v Liptovském Mikuláši, kterou zakončil státnicemi v roce 1982.
V letech 1982 až 1993 působil jako voják, poté do roku 2002 pracoval jako osoba samostatně výdělečně činná v cestovního ruchu a finančnictví.
Je ženatý.

## Politická kariéra
V letech 1985 až 1989 byl členem Komunistické strany Československa. Do komunální politiky vstoupil, když byl ve volbách v roce 1998 zvolen jako nestraník za Unii svobody zastupitelem města Rumburk na Děčínsku. V letech 1998 až 2002 zastával post místostarosty města, v dubnu 2002 se stal starostou města. Ve volbách v roce 2002 mandát zastupitele obhájil, tentokrát však jako nestraník za ČSSD. Pozici zastupitele a starosty pak obhájil jak ve volbách v roce 2006, tak ve volbách v roce 2010. Ve funkci starosty skončil v roce 2012.
V komunálních volbách v roce 2014 vedl už jako člen ČSSD tamní kandidátku do Zastupitelstva města Rumburku, obhájil post zastupitele a vyhrál tamní volby. V listopadu 2014 se stal opět starostou města. Ve volbách v roce 2018 post zastupitele města obhájil, když vedl tamní kandidátku ČSSD. Na začátku listopadu 2018 se však novým starostou města stal Lumír Kus, sám Sykáček pak radním města.
V krajských volbách v letech 2004 a 2008 kandidoval jako nestraník za ČSSD do Zastupitelstva Ústeckého kraje, ale ani jednou neuspěl. Krajským zastupitelem se tak stal až po volbách v roce 2016, v nichž kandidoval už jako člen ČSSD. Ve volbách v roce 2020 mandát obhajoval, ale neuspěl.
V roce 2008 kandidoval za ČSSD do Senátu Parlamentu ČR. V prvním kole získal 24,72 %, spolu s ním do druhého kola postoupil občanský demokrat Vladislav Raška se ziskem 22,06 % hlasů, oba tak dokázali porazit dosavadního senátora Josefa Zosera. Ve druhém kole Sykáček svou pozici potvrdil a senátorem se stal díky zisku 61,65 % hlasů. Byl členem výboru pro zahraniční věci, obranu a bezpečnost.
Ve volbách do Senátu PČR v roce 2014 obhajoval za ČSSD mandát senátora v obvodu č. 33 – Děčín. Se ziskem 16,73 % hlasů skončil v prvním kole na 2. místě, a postoupil tak do druhého kola. V něm však prohrál poměrem hlasů 28,56 % : 71,43 % s nestraníkem za STAN Zbyňkem Linhartem.